# 布尔加伊什
布尔加伊什是葡萄牙波尔图区的一个堂区。总面积5.06平方公里，总人口2244人，人口密度443.5人/平方公里。